# Шакирова, Лия Закировна
Лия Закировна Шакирова (9 февраля 1921, Уфа, СССР — 29 июля 2015, Казань, Россия) — советский и российский ученый, доктор педагогических наук, профессор, заслуженный деятель науки РСФСР и Татарской АССР.

## Биография
Родилась 9 февраля 1921 года в Уфе. Дочь педагога и лингвиста З. Ш. Шакирова, сестра М. З. Шакирова.
В 1942 году окончила Башкирский государственный педагогический институт имени К. А. Тимирязева (ныне Уфимский университет науки и технологий). 
В 1944 году стала первой аспиранткой по специальности «Методика русского языка в национальной школе» в НИИ методов обучения АПН РСФСР.
С 1948 по 2003 год работала в Казанском государственном педагогическом институте (университете), внесла большой вклад в подготовку высококвалифицированных учителей русского языка и литературы.
С 1956 по 1990 год — заведующая кафедрой русского языка.
Автор более 330 научных работ, посвященных актуальным проблемам методики обучения русскому языку в вузе и школе, подготовила 19 кандидатов и три доктора педагогических наук.
Основатель научной Казанской лингвометодической школы, которая известна не только в Татарстане, но и других регионах Российской Федерации.
Умерла 29 июля 2015 года в Казани.

## Общественная деятельность
Член редколлегии журналов «Русский язык в национальной школе» (1962—1972) и «Совет мэктэбе» (1960—1990); председатель Казанского зонального объединения кафедр русского языка пединститутов (1965—1985); член научно-методического совета по русскому языку при Министерстве просвещения СССР (1967—1987).
Председатель научно-методического совета по национальным педучилищам РСФСР (филологические дисциплины) (1978—1982)

## Награды
- Орден Ленина
- Заслуженный деятель науки РСФСР
- Заслуженный деятель науки ТАССР
- Почетный член Петровской академии наук и искусств